# 陸前山下站

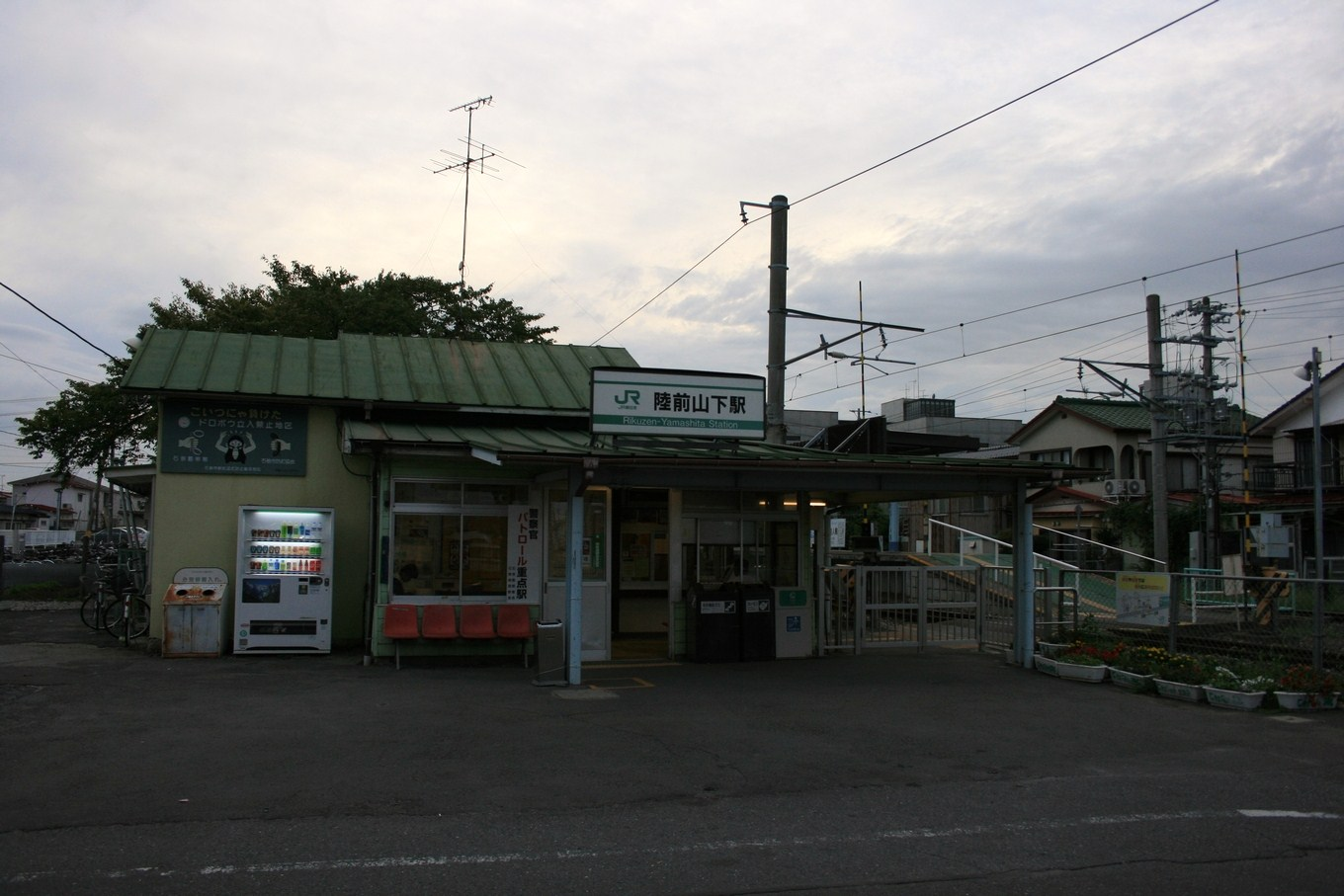
第1代站舎

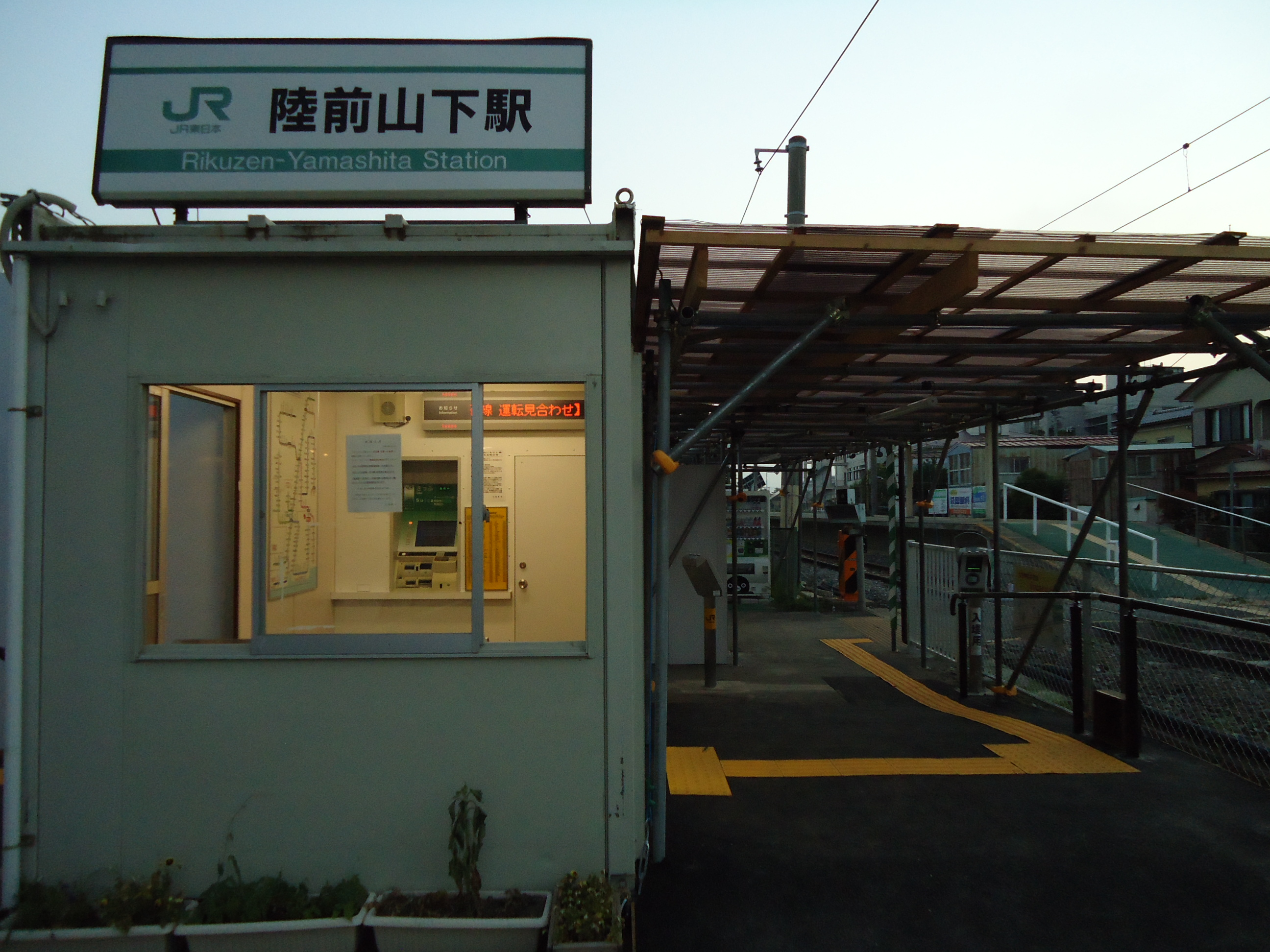
2011年7月至2012年3月期間使用的臨時站舎

陸前山下站（日语：／ Rikuzen-yamashita eki */?）是一位於日本宮城縣石卷市，隸屬於東日本旅客鐵道（JR東日本）的鐵路車站，也是日本貨物鐵道（JR貨物）前往石卷港站的必經路段，JR貨物以第二種鐵道事業身份行走石卷～本站路段，而由本站的轉轍器起至石卷港站則以第一種鐵道事業身份行走。

## 車站構造
使用中的站房為第2代，於2012年落成啟用，是一座以鋼架及水泥建成的單層建築，代替因被海嘯浸壞而需要拆卸的第1代木製單層站舍。新站舍的面積的第1代站舍為大，兼且將以往獨立於站舍外的洗手間兼任新站舍內，新的候車大堂設置了多部自動售票機，面積亦比第1代站舍擴大近1倍，可於右側放置多張候車座椅。站務室也比第1代擴大了超過1倍。出入口方面，第1代站舍的玄關口與線路平行，閘口與正門成90度的轉彎，新站舍將玄關及閘口改為相對，乘客便可以直線路徑出入車站及月台，往返較為便捷。
設有島式月台1座，共提供1線2面的配置，出入口設於末端向石卷方向，有效長度為4輛。通過開放式閘口後，可直接到達平交道，並橫過側線路軌進入月台。月台上的配套非常簡樸，除在靠近月台出人口有半節車廂長度的上蓋外，其餘部份皆為露天部份，且未有裝上任何的候車座椅、垃圾筒或自動售賣機等設備。
一般情況下，上、下行列車均會使用2號月台上落乘客，特別快速列車同樣會利用2號月台通過；1號月台為側線，除了在列車交換時才使用外，還是前往貨物車站石卷港的途經月台。於向蛇田站方向的末端，設有轉轍器，左側開往石卷港、右側返回仙石線，2號月台則不能前往石卷港。

### 月台配置
| 月台 | 路線                        | 方向 | 目的地             | 備註               |
| ---- | --------------------------- | ---- | ------------------ | ------------------ |
| 1    | ■仙石線                     | 上行 | 松島海岸、仙台方向 | 只限列車交會時使用 |
| 1    | ■仙石東北線                 | 上行 | 仙台方向           | 只限列車交會時使用 |
| 2    | ■仙石線 （包括■仙石東北線） | 下行 | 石卷方向           |                    |
| 2    | ■仙石線                     | 上行 | 松島海岸、仙台方向 | 通常在此月台       |
| 2    | ■仙石東北線                 | 上行 | 仙台方向           | 通常在此月台       |

## 歷史
- 1939年2月1日：宮城電氣鐵道「宮電山下站」開業
- 1944年5月1日：宮城電氣鐵道被國有化，轉為日本國有鐵道車站，改稱為「陸前山下站」。
- 1987年4月1日：日本國鐵分割民營化，車站的營運由JR東日本繼承，同時昇格為有人站。
- 2003年10月26日：導入Suica。
- 2011年：

- 3月11日：受東北地方太平洋沖地震所引發的海嘯影響，站舍遭海水浸壞，全線停駛。
- 7月16日：矢本～石卷間重開，暫時降為無人站，並使用臨時站舍。

- 2012年：

- 3月3日：第2代站舍建成。
- 9月29日：重新由石卷站派職員駐守，改回為有人站，石卷～本站～石卷港的貨物支線改用自動閉塞形式。
- 10月9日：貨物支線重開。
- 12月1日：陸前小野～本站間恢復使用自動閉塞式。

- 2013年10月1日：業務委託化。
- 2015年5月30日：仙石線全線復舊，更改營業距離[4]，同時仙石東北線通車，快速列車班次改行仙台東北線，並在本站停車。[5]。

## 使用情況
| 乘車人員推算  | 乘車人員推算     |
| 年度          | 每日平均乘客人數 |
| ------------- | ---------------- |
| 2000年        | 1,242            |
| 2001年        | 1,172            |
| 2002年        | 1,073            |
| 2003年        | 1,011            |
| 2004年-2010年 | ---              |
| 2011年        | 未有紀錄         |
| 2012年        | ---              |
| 2013年        | 597              |
| 2014年        | 587              |

## 相鄰車站
東日本旅客鐵道
■仙石線（包括■■仙石東北線）
□特別快速
通過
■快速（紅快速）、■快速（綠快速）、■普通
蛇田－陸前山下－石卷
日本貨物鐵道
仙石線（貨物支線）
陸前山下－石卷港

## 外部連結
- JR東日本陸前山下站官方網頁 （页面存档备份，存于） （日語）